# سرویس اطلاعات و امنیت نظامی هلند

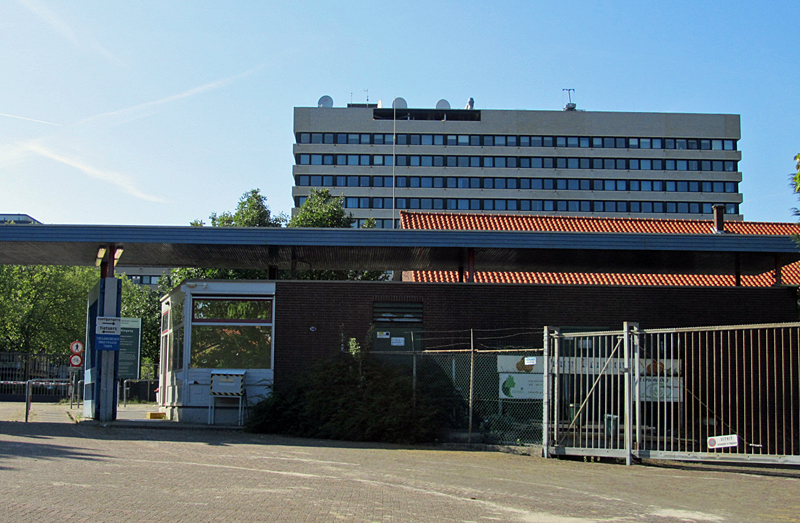
نمایی از مقر سرویس اطلاعات و امنیت نظامی هلند MIVD در لاهه، هلند - ۲۰۱۴

سرویس امنیت و اطلاعات نظامی (به هلندی: Militaire Inlichtingen- en Veiligheidsdienst) کوته‌نوشت MIVD بخشی از وزارت دفاع هلند است. این بخش درگذشته به «سرویس امنیت نظامی» شناخته می‌شد که از سال ۲۰۰۲ به نام کنونی تغییر یافت.

## تاریخچه
پیشگام همه سرویس‌های اطلاعاتی هلند، "جی‌اس ۳" بود که مدت کوتاهی پیش از جنگ جهانی اول آغاز به کار کرده بود. پس از جنگ جهانی دوم این سرویس به "سرویس اطلاعات ارتش" تغییر کرد. در سال ۱۹۸۶ دولت هلند شروع به بهسازی همه سرویس‌های امنیتی و اطلاعاتی نظامی (نیروی دریایی، زمینی، و هوایی) کرد که در پی آن، "سرویس اطلاعات نظامی" پایه‌گذاری شد. در سال ۱۹۹۰/۱۹۸۹ شاخه‌های موجود (دریایی، زمینی، هوایی و اطلاعات همگانی) "سرویس اطلاعات نظامی" با یکدیگر ترکیب شدند تا سرویس منسجم‌تری تشکیل شود. در سال ۲۰۰۲ نام این واحد به "سرویس امنیت و اطلاعات نظامی" تغییر یافت تا پاسخگوی چالش‌های موجود و مورد انتظار در سده ۲۱ (میلادی) باشد.

## وظایف
- گردآوری اطلاعات نیروهای نظامی موجود و بالقوه دیگر کشورها.
- گردآوری اطلاعات جاهایی که ممکن است نیروهای هلندی مستقر شوند. (مانند ماموریت‌های صلح‌بانی).
- یافتن مشکلات موجود افسران ارتش سلطنتی هلند.
- گردآوری اطلاعات برای جلوگیری از هرگونه آسیب به ارتش.
- ضد تروریسم و ضد جاسوسی.
- دیگر مسائل نظامی که از سوی دولت تعیین می‌شوند.

## نظارت و پاسخگویی
وزیر دفاع هلند مسئول سیاسی سرویس امنیت و اطلاعات نظامی است. نظارت بر این نهاد توسط دو گروه انجام می‌شود.
- کمیته سرویس‌های امنیتی و اطلاعاتی که شامل رهبران احزاب سیاسی اصلی در سنای پارلمان هلند می‌شود.[۲]
- کمیته نظارتی که اعضای از سوی سنای هلند منصوب می‌شوند.[۳]

این سرویس، مانند دیگر سرویس‌های امنیتی هلند، بر اساس قانون سرویس‌های امنیتی و اطلاعاتی مصوب سال ۲۰۰۲ کار می‌کند.